# Senegal i olympiska sommarspelen 2012
Senegal deltog i de olympiska sommarspelen 2012 som ägde rum i London i Storbritannien mellan den 27 juli och den 12 augusti 2012. Ingen av landets deltagare erövrade någon medalj.

## Brottning
Herrar, fristil
| Brottare     | Gren    | Kvalomgång           | Åttondelsfinal         | Kvartsfinal          | Semifinal            | Återkval 1           | Återkval 2           | Final / Brons        | Final / Brons |
| Brottare     | Gren    | Motståndare Resultat | Motståndare Resultat   | Motståndare Resultat | Motståndare Resultat | Motståndare Resultat | Motståndare Resultat | Motståndare Resultat | Placering     |
| ------------ | ------- | -------------------- | ---------------------- | -------------------- | -------------------- | -------------------- | -------------------- | -------------------- | ------------- |
| Malal Ndiaye | -120 kg | BYE                  | Chuluunbat (MGL) L 0–3 | Gick inte vidare     | Gick inte vidare     | Gick inte vidare     | Gick inte vidare     | Gick inte vidare     | 14            |

Damer, fristil
| Brottare        | Gren   | Kvalomgång           | Åttondelsfinal       | Kvartsfinal          | Semifinal            | Återkval 1           | Återkval 2           | Final / brons        | Final / brons |
| Brottare        | Gren   | Motståndare Resultat | Motståndare Resultat | Motståndare Resultat | Motståndare Resultat | Motståndare Resultat | Motståndare Resultat | Motståndare Resultat | Placering     |
| --------------- | ------ | -------------------- | -------------------- | -------------------- | -------------------- | -------------------- | -------------------- | -------------------- | ------------- |
| Isabelle Sambou | -48 kg | BYE                  | Benie (CIV) W 3–0    | Obara (JPN) L 0–3    | Gick inte vidare     | BYE                  | Mezien (TUN) W 5–1   | Huynh (CAN) L 0–3    | 5             |

## Fotboll
Herrar
Tränare: Joseph Koto
| Nr | Pos. | Namn             | Födelsedatum (ålder)      | Matcher | Mål |           | Klubb               |
| -- | ---- | ---------------- | ------------------------- | ------- | --- | --------- | ------------------- |
| 1  | MV   | Ousmane Mané     | 1 oktober 1990 (21 år)    |         |     | Senegal   | Diambars            |
| 2  | F    | Saliou Ciss      | 15 september 1989 (22 år) |         |     | Norge     | Tromsø              |
| 3  | MF   | Ibrahima Seck    | 10 augusti 1989 (22 år)   |         |     | Frankrike | Épinal              |
| 4  | F    | Abdoulaye Ba     | 1 januari 1991 (21 år)    |         |     | Portugal  | Académica           |
| 5  | F    | Papa Gueye*      | 7 juni 1984 (28 år)       |         |     | Ukraina   | Metalist Kharkiv    |
| 6  | F    | Zargo Touré      | 11 november 1989 (22 år)  |         |     | Frankrike | Boulogne            |
| 7  | A    | Moussa Konaté    | 3 april 1993 (19 år)      |         |     | Israel    | Maccabi Tel Aviv FC |
| 8  | MF   | Cheikhou Kouyaté | 21 december 1989 (22 år)  |         |     | Belgien   | Anderlecht          |
| 9  | F    | Kara Mbodj       | 11 november 1989 (22 år)  |         |     | Norge     | Tromsø              |
| 10 | MF   | Sadio Mané       | 10 april 1992 (20 år)     |         |     | Frankrike | Metz                |
| 11 | A    | Kalidou Yéro     | 19 augusti 1991 (20 år)   |         |     | Portugal  | Gil Vicente         |
| 12 | A    | Ibrahima Baldé   | 4 april 1989 (23 år)      |         |     | Spanien   | Osasuna             |
| 13 | MF   | Mohamed Diamé*   | 14 juni 1987 (25 år)      |         |     | England   | West Ham United FC  |
| 14 | MF   | Idrissa Gueye    | 26 september 1989 (22 år) |         |     | Frankrike | Lille               |
| 15 | A    | Magaye Gueye     | 6 juli 1990 (22 år)       |         |     | England   | Everton FC          |
| 16 | F    | Pape Souare      | 6 juni 1990 (22 år)       |         |     | Frankrike | Lille               |
| 17 | MF   | Stéphane Badji   | 29 maj 1990 (22 år)       |         |     | Norge     | Sogndal             |
| 18 | MV   | Papa Camara      | 16 januari 1993 (19 år)   |         |     | Frankrike | Sochaux             |

Gruppspel
| Nr | Lag                   | S | V | O | F | GM | IM | MS | P |
| -- | --------------------- | - | - | - | - | -- | -- | -- | - |
| 1  | Storbritannien        | 3 | 2 | 1 | 0 | 5  | 2  | +3 | 7 |
| 2  | Senegal               | 3 | 1 | 2 | 0 | 4  | 2  | +2 | 5 |
| 3  | Uruguay               | 3 | 1 | 0 | 2 | 2  | 4  | −2 | 3 |
| 4  | Förenade arabemiraten | 3 | 0 | 1 | 2 | 3  | 6  | −3 | 1 |

| 8 | 26 juli, 20:00 | Storbritannien U23 | 1 – 1 | Senegal U23 | Old Trafford, Manchester |  |
|   |                |                    |       |             |                          |  |
|   |                |                    |       |             |                          |  |
|   |                |                    |       |             |                          |  |

| 13 | 29 juli, 17:00 | Senegal U23 | 2 – 0 | Uruguay U23 | Wembley Stadium, London |  |
|    |                |             |       |             |                         |  |
|    |                |             |       |             |                         |  |
|    |                |             |       |             |                         |  |

| 23 | 1 augusti, 19:45 | Senegal U23 | 1 – 1 | Förenade arabemiraten U23 | City of Coventry Stadium |  |
|    |                  |             |       |                           |                          |  |
|    |                  |             |       |                           |                          |  |
|    |                  |             |       |                           |                          |  |

Slutspel
| 26 | 4 augusti, 14:30 | Mexiko U23 | 4 – 2 (e.fl.) | Senegal U23 | Wembley Stadium, London |  |
|    |                  |            |               |             |                         |  |
|    |                  |            |               |             |                         |  |
|    |                  |            |               |             |                         |  |

## Friidrott
Förkortningar
- Notera – Placeringar gäller endast den tävlandes eget heat
- Q = Kvalificerade sig till nästa omgång via placering
- q = Kvalificerade sig på tid eller, i fältgrenarna, på placering utan att ha nått kvalgränsen
- NR = Nationellt rekord
- N/A = Omgången inte möjlig i grenen
- Bye = Idrottaren behövde inte delta i omgången

Herrar
Bana och väg
| Idrottare           | Gren       | Heat     | Heat      | Semifinal        | Semifinal        | Final            | Final            |
| Idrottare           | Gren       | Resultat | Placering | Resultat         | Placering        | Resultat         | Placering        |
| ------------------- | ---------- | -------- | --------- | ---------------- | ---------------- | ---------------- | ---------------- |
| Moussa Dembele      | 110 m häck | DSQ      | DSQ       | Gick inte vidare | Gick inte vidare | Gick inte vidare | Gick inte vidare |
| Mamadou Kassé Hanne | 400 m häck | 49.63    | 3 Q       | 48.80            | 5                | Gick inte vidare | Gick inte vidare |

Fältgrenar
| Idrottare        | Gren      | Kval  | Kval      | Final            | Final            |
| Idrottare        | Gren      | Längd | Placering | Längd            | Placering        |
| ---------------- | --------- | ----- | --------- | ---------------- | ---------------- |
| Ndiss Kaba Badji | Längdhopp | 7.66  | 24        | Gick inte vidare | Gick inte vidare |

Damer
Bana och väg
| Idrottare          | Gren  | Heat     | Heat      | Semifinal        | Semifinal        | Final            | Final            |
| Idrottare          | Gren  | Resultat | Placering | Resultat         | Placering        | Resultat         | Placering        |
| ------------------ | ----- | -------- | --------- | ---------------- | ---------------- | ---------------- | ---------------- |
| Ndeye Fatou Soumah | 200 m | 23.89    | 9         | Gick inte vidare | Gick inte vidare | Gick inte vidare | Gick inte vidare |
| Amy Mbacke Thiam   | 400 m | 53.23    | 4         | Gick inte vidare | Gick inte vidare | Gick inte vidare | Gick inte vidare |

Fältgrenar
| Idrottare | Gren          | Kval  | Kval      | Final            | Final            |
| Idrottare | Gren          | Längd | Placering | Längd            | Placering        |
| --------- | ------------- | ----- | --------- | ---------------- | ---------------- |
| Amy Sene  | Släggkastning | 65.49 | 32        | Gick inte vidare | Gick inte vidare |

## Fäktning
Herrar
| Idrottare         | Gren                | Omgång 1                 | Omgång 2            | Omgång 3          | Kvartsfinal       | Semifinal         | Final / BM        | Final / BM |
| Idrottare         | Gren                | Motståndare Poäng        | Motståndare Poäng   | Motståndare Poäng | Motståndare Poäng | Motståndare Poäng | Motståndare Poäng | Placering  |
| ----------------- | ------------------- | ------------------------ | ------------------- | ----------------- | ----------------- | ----------------- | ----------------- | ---------- |
| Alexandre Bouzaid | Värja, individuellt | Zawrotniak (POL) W 15–11 | Pizzo (ITA) L 11–15 | Gick inte vidare  | Gick inte vidare  | Gick inte vidare  | Gick inte vidare  |            |

## Judo
Damer
| Idrottare         | Gren              | Sextondelsfinal      | Åttondelsfinal              | Kvartsfinal          | Semifinal            | Återkval             | Bronsmatch           | Final                | Final            |
| Idrottare         | Gren              | Motståndare Resultat | Motståndare Resultat        | Motståndare Resultat | Motståndare Resultat | Motståndare Resultat | Motståndare Resultat | Motståndare Resultat | Placering        |
| ----------------- | ----------------- | -------------------- | --------------------------- | -------------------- | -------------------- | -------------------- | -------------------- | -------------------- | ---------------- |
| Hortense Diédhiou | Lättvikt (-57 kg) | BYE                  | Filzmoser (AUT) L 0001–1001 | Gick inte vidare     | Gick inte vidare     | Gick inte vidare     | Gick inte vidare     | Gick inte vidare     | Gick inte vidare |

## Kanotsport
Sprint
| Kanotist      | Gren                | Heat     | Heat      | Semifinal | Semifinal | Final            | Final            |
| Kanotist      | Gren                | Tid      | Placering | Tid       | Placering | Tid              | Placering        |
| ------------- | ------------------- | -------- | --------- | --------- | --------- | ---------------- | ---------------- |
| Ndiatte Gueye | Herrarnas C1 200 m  | 51.708   | 6 Q       | 50.798    | 8         | Gick inte vidare | Gick inte vidare |
| Ndiatte Gueye | Herrarnas C1 1000 m | 4:33.884 | 5 Q       | 4:37.171  | 7 FB      | 4:32.251         | 13               |

## Taekwondo
| Idrottare       | Gren            | Åttondelsfinaler     | Kvartsfinaler        | Semifinaer           | Återkval             | Bronsmatch           | Final                | Final            |
| Idrottare       | Gren            | Motståndare Resultat | Motståndare Resultat | Motståndare Resultat | Motståndare Resultat | Motståndare Resultat | Motståndare Resultat | Placering        |
| --------------- | --------------- | -------------------- | -------------------- | -------------------- | -------------------- | -------------------- | -------------------- | ---------------- |
| Bineta Diedhiou | Damernas −57 kg | Mikkonen (FIN) L 6–9 | Gick inte vidare     | Gick inte vidare     | Gick inte vidare     | Gick inte vidare     | Gick inte vidare     | Gick inte vidare |